# Новица Тончев
 Новица Тончев (Ниш, 9. децембар 1962) је српски политичар. Тренутно обавља функцију министра без портфеља у Влади Републике Србије задуженог за унапређење развоја недовољно развијених општина. Бивши је народни посланик у Народној скупштини Републике Србије, одборник у скупштини Општине Сурдулица, бивши председник скупштине Општине Сурдулица и потпредседник СПС-а.

## Биографија
Новица Тончев рођен је 9. децембра 1962. године у Нишу. Потиче из радничке породице од оца Стојана и мајке Маре из села Божица. Четири прва разреда основне школе завршио је у Божици, остала четири разреда завршио у основној школи Јован Јовановић Змај у Сурдулици. Средњу школу, природно-математички смер, завршио је у Техничкој школи у Сурдулици са одличним успехом. Завршио је Грађевински факултет у Нишу, одсек високоградње, где је дипломирао 1989. године са оценом 10. Ожењен је и отац двоје деце. Живи и ради у Сурдулици.
Власник је грађевинског Предузећа „Тончев градња“ д.о.о. у Сурдулици и предузећа „Тона-Бау“ у Бечу. Сувласник је „Сурдуличке Радио Телевизије“ и кабловског система. Од 1990. до 2000. године био је Председник месне заједнице Божица. Од 1996. до 2000. Године је члан извршног савета СО Сурдулица, од 2000. до 2004. године је потпредседник СО Сурдулице и одборник у СО Сурдулица од 1996. године до данас.
На локалним изборима 2012. године освојио је 67,02% гласова што је уједно био најбољи појединачни резултат на локалним изборима те године. Члан је председништва Социјалистичке партије Србије од 2012. године.
Његов брат Ивица Тончев такође је активан у политици као саветник вицепремијера и потпредседник ФК Црвена звезда.